# جنوب روسيا (1919–1920)
جنوب روسيا (بالروسية: Юг Росси́и)‏، كانت دولة قصيرة العمر كانت موجودة في أوروبا الشرقية خلال الجبهة الجنوبية من الحرب الأهلية الروسية من 1919 إلى 1920.
تم إنشاء جنوب روسيا في 8 يناير 1919 من قبل الحركة البيضاء بعد إعادة تنظيم قواتها المسلحة في الجبهة الجنوبية وهي تتألف من الأراضي الخاضعة لسيطرتها في أوكرانيا، والقرم، وكوبان، وشمال القوقاز، ومنطقة الأرض السوداء، والفولغا السفلى، ومنطقة الدون. لقد كانت جنوب روسيا دولة عسكرية ضد البلشفية تحت قيادة قيادة القوات المسلحة لجنوب روسيا بقيادة الجنرال أنطون دينيكين، وكانت حدودها غير محددة وتتغير بناءً على الانتصارات أو الهزائم ضد الجيش الأحمر. في مارس 1920، أسس دينيكين حكومة جنوب روسيا في نوفوروسيسك، محاولًا تشكيل حكومة مدنية تعمل فيها القيادة العامة لقوات جنوب روسيا المسلحة كهيئة تشريعية. وبعد أقل من شهر، أُجبر البيض على الإخلاء من نوفوروسيسك، وتم حل القوات المسلحة لجنوب روسيا والحكومة جنوب روسيا. استقال دينيكين وفوض السلطة للجنرال بيوتر رنجل، الذي أسس الحكومة الجديدة لجنوب روسيا في سيفاستوبول والجيش الروسي الجديد، المعروف باسم جيش رنجل في أبريل.
خلال منتصف عام 1920، كانت أراضي جنوب روسيا قد انحسرت إلى معقل البيض في شبه جزيرة القرم، وهو موقع يمكن الدفاع عنه بشدة وقد صدَّ عدة هجمات حمراء. هزم البيض في حصار بريكوب في نوفمبر 1920، وفقدوا برزخ بيريكوب الاستراتيجي للغاية وتركوا شبه جزيرة القرم عرضة للغزو الأحمر. أمر رنجل بإخلاء شبه جزيرة القرم، مما أدى فعليًا إلى إنهاء حكومته والجبهة الجنوبية في النصر الأحمر. انتهى وجود جنوب روسيا بعد الفتح الأحمر لشبه جزيرة القرم وقد استولت على أراضيها روسيا السوفيتية وجمهورية أوكرانيا الاشتراكية السوفيتية والجيش الأسود.
في التأريخ السوفيتي، سميت جنوب روسيا بالجنوب الأبيض أو جنوب روسيا الأبيض، في إشارة إلى مفهوم الجيش الأبيض.

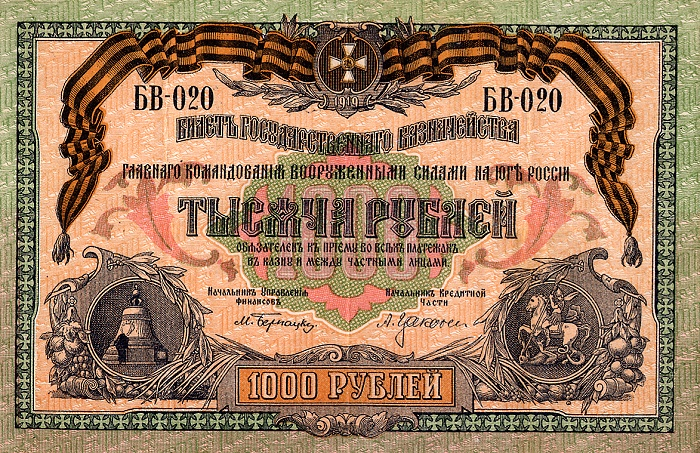
ألف روبل من القوات المسلحة لجنوب روسيا